# Neustädter genannt Stürmer

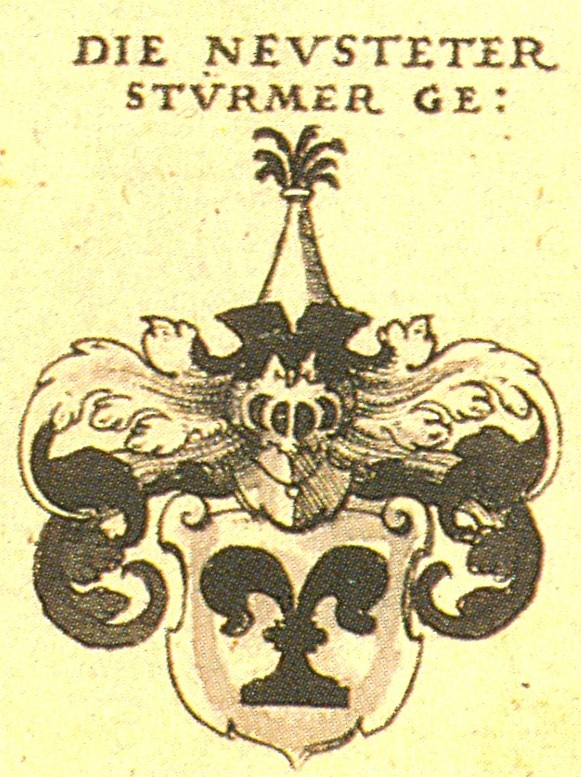
Wappen der Familie der Neustädter genannt Stürmer nach Siebmachers Wappenbuch

Die Familie der Neustädter genannt Stürmer, auch Neustetter, war ein fränkisches Adelsgeschlecht.

## Geschichte
Namensgebend für die Neustädter genannt Stürmer ist Neustädtlein am Forst bei Bayreuth. Ein oder mehrere Mitglieder der Familie sollen sich bei der Erstürmung einer Stadt hervorgetan haben und somit ihren Namenszusatz erlangt haben. Als Ahnherr gilt nach Johann Gottfried Biedermann Götz Neustädter genannt Stürmer, der 1345 Lehen von den Herren von Hohenlohe empfing. Zu den Besitzungen des Hauses zählten im Kern das Rittergut Sachsendorf bei Aufseß und Schloss und Dorf Schönfeld in der Nähe von Hollfeld, im heutigen Landkreis Bayreuth in Oberfranken. Zu ihren weiteren Besitzungen gehörten phasenweise Anteile von Bernrode, Mistelbach, Bilgendorf, Wadendorf mit Burg Wadendorf, Nesselbach und Dottenheim.
Der Familie entstammten ab der Mitte des 15. Jahrhunderts bis ins 17. Jahrhundert mehrere Domherren von Würzburg, Bamberg und Eichstätt.
Die Familie gehörte dem Ritterkanton Gebürg und Steigerwald an. Nach den Aufzeichnungen von Biedermann erlosch sie im Mannesstamm im 17. Jahrhundert.

## Persönlichkeiten
- Erasmus Neustetter genannt Stürmer (1523–1594), katholischer Geistlicher (u. a. Propst des Stifts Comburg), Theologe, Humanist, Mäzen, Epitaph von Erhard Barg im Würzburger Dom
- Johann Christoph Neustetter genannt Stürmer (1570–1638), katholischer Geistlicher, Neffe des Erasmus Neustetter genannt Stürmer
- Christoph Neustädter genannt Stürmer zu Schönfeld und Bilgendorf: Höchfürstlich Bambergischer Amtmann zu Wolfsberg, Oberschultheiß zu Bamberg, Amtmann und Kommandant auf der Festung Rosenberg in Kronach, Epitaph des Bildhauers Pankraz Wagner in Kronach
- Sebastian Neustädter genannt Stürmer zu Schönfeld, Wadendorf und Nesselbach: Resignierter Würzburger Domherr, Hochfürstlich Würzburgischer Rat, Amtmann von Haßfurt und Wallburg
- Odo Neustädter-Stürmer (1885–1938), österreichischer Politiker und Chefideologe der Heimwehr.

## Wappen
Wappenschild und Helmdecken sind gehalten in Silber und Schwarz. Das Motiv stellt einen Schachroch dar. Die Helmzier zeigt einen gestulpten Turnierhut mit schwarzen Federn.

Wappen der Gemeinde Plankenfels